# Magnus Munck
Magnus Munck Bjørnholm (5 januari 2005) is een Deens voetballer die in het seizoen 2024/25 door FC Nordsjaelland wordt uitgeleend aan RSC Anderlecht.

## Clubcarrière
Munck maakte op 31 augustus 2022 zijn officiële debuut voor het eerste elftal van FC Nordsjaelland: in de bekerwedstrijd tegen BK Frem (0-1-zege) mocht hij in de 80e minuut invallen voor Rocco Ascone. Munck mocht dat seizoen ook invallen in de bekerwedstrijden tegen BSF (0-5-zege) en Aarhus Fremad (4-1-zege). Op 29 mei 2023 maakte Munck zijn debuut in de Superligaen: op de voorlaatste speeldag van de play-offs mocht hij in de 5-1-nederlaag tegen Brøndby IF in de 83e minuut invallen voor Mario Dorgeles.
In augustus 2024 ondertekende Munck een huurcontract van één seizoen bij de Belgische recordkampioen RSC Anderlecht, dat hem in eerste instantie aantrok voor RSCA Futures, het beloftenelftal van de club in Eerste klasse B. Anderlecht bedong een aankoopoptie in het huurcontract.

## Interlandcarrière
Munck nam in 2022 met Denemarken –17 deel aan het EK onder 17 in Israël.
33 Vercauteren ·
34 Bouchouari ·
48 Montegnies ·
50 Barry ·
51 Baouf ·
52 Nicaise ·
53 Colassin ·
59 Vergeylen ·
62 Goto ·
63 Vanhoutte ·
64 Masscho ·
65 Engwanda ·
66 Haentjens ·
67 Moutha-Sebtaoui ·
68 Monticelli ·
69 Ure ·
71 Engwanda ·
73 Lapage ·
74 De Cat ·
77 Mendel-Idowu ·
78 Tajaouart ·
79 Maamar ·
80 Decorte ·
81 Diallo ·
83 Degreef ·
Coach: Coen